# Torre al Parco in via Revere
La Torre al parco è un edificio di ventuno piani, a destinazione residenziale, progettato da Vico Magistretti e Franco Longoni e costruito su un lotto adiacente al parco Sempione, in via Revere a Milano.

## Storia
La torre al parco fu progettata nel 1953, quando la società Liquigas propose al Comune di Milano di realizzare un edificio sviluppato in altezza, da sostituire a quello a corte ipotizzato dal piano regolatore per quell'area, mantenendo però inalterata la cubatura già approvata. In questo modo l'edificio effettivamente realizzato copre un terzo circa del lotto a disposizione (450 m² su 1200 m² totali), che per il resto è occupato da un giardino e da un parcheggio privato pavimentato in porfido, sotto cui si sviluppano i tre piani interrati della torre.
La realizzazione, affidata all'impresa Gadola, si concluse nel 1956.

## Descrizione
L'edificio è caratterizzato da un alto grado di flessibilità distributiva, grazie a un'ossatura in calcestruzzo armato che consentì ai progettisti non solo di variare le piante dei vari alloggi, ma anche un'inedita libertà compositiva per i prospetti.
Ciascun appartamento, infatti, è dotato di un soggiorno la cui ampiezza è inversamente proporzionale a quella delle aperture e dei terrazzi e quindi determina le dimensioni delle superfici finestrate, dotate di serramenti in legno di pino e ghisa.
L'impianto planimetrico è costituito da due bracci tra loro perpendicolari - coincidenti con la giacitura degli alloggi, che possono essere a sei o nove locali - al cui incrocio si trova la scala poligonale, posta nell'atrio al piano terra. L'atrio è dominato dalla presenza di una parete vetrata continua, affacciata sul giardino, che contrasta con il rivestimento delle pareti interne in pannelli in faggio e con la pavimentazione in serizzo grigio.
Al primo piano della torre era prevista la realizzazione di alcuni uffici, mentre la copertura al piano ventunesimo ospita due terrazze private, una delle quali raggiungibile tramite una scala esterna poligonale in aggetto rispetto alla prospetto e coperta da una plastica pensilina a T. 
Al piano ventiduesimo c'è una piccola terrazza ad uso condominiale e accesso tramite una piccola scala esterna con vista a 360° sulla città.
Per le facciate, il progetto di Magistretti e Longoni prevedeva una finitura in graniglia di porfido nelle tonalità del rosso e del bruno scuro, però sostituita da un più comune intonaco grigio che, nelle intenzioni della committenza, avrebbe dovuto addolcire l'immagine dell'inedita torre residenziale.

Foto di Paolo Monti
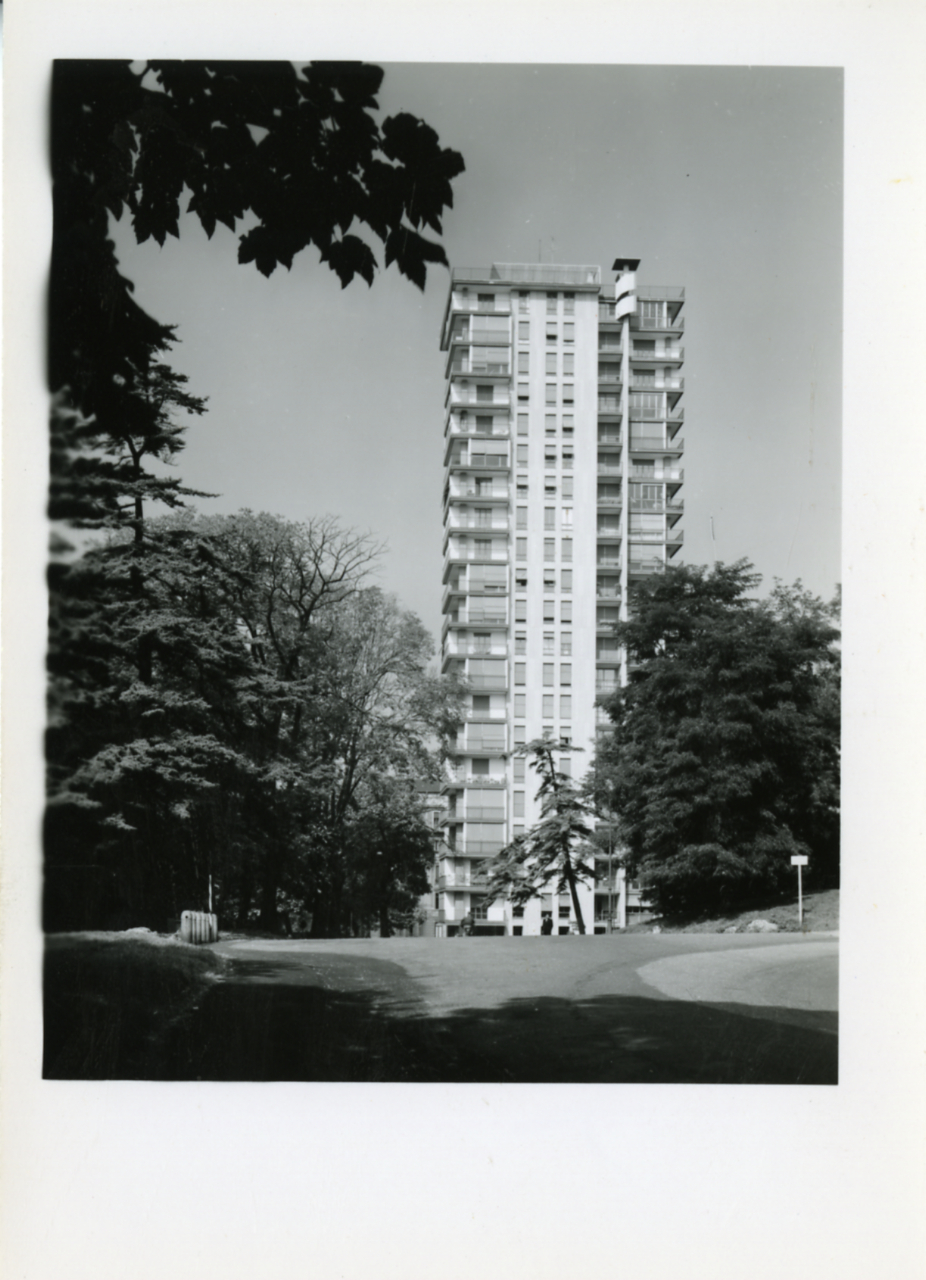
La torre vista dal Parco Sempione
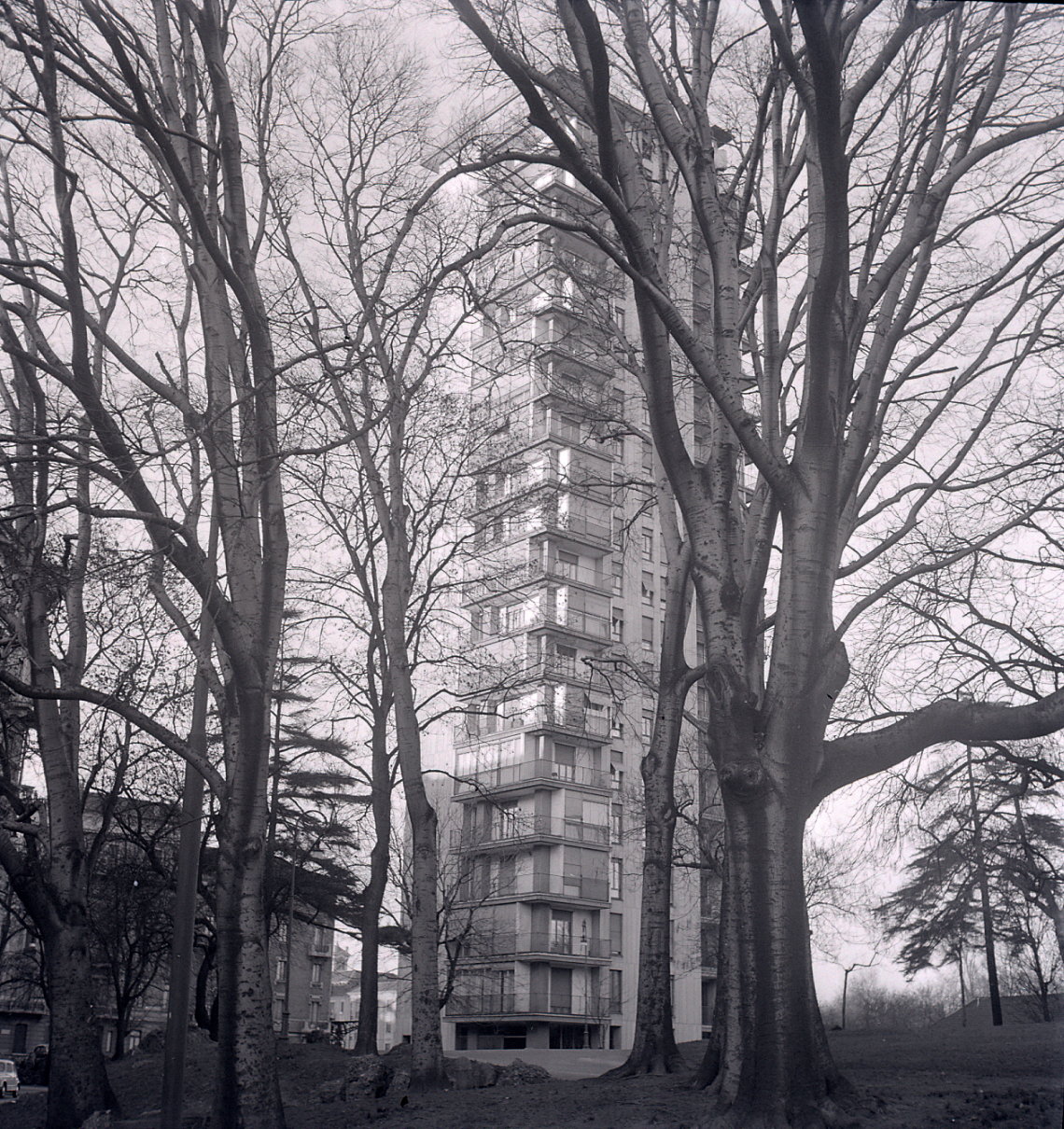
La torre vista dal Parco Sempione
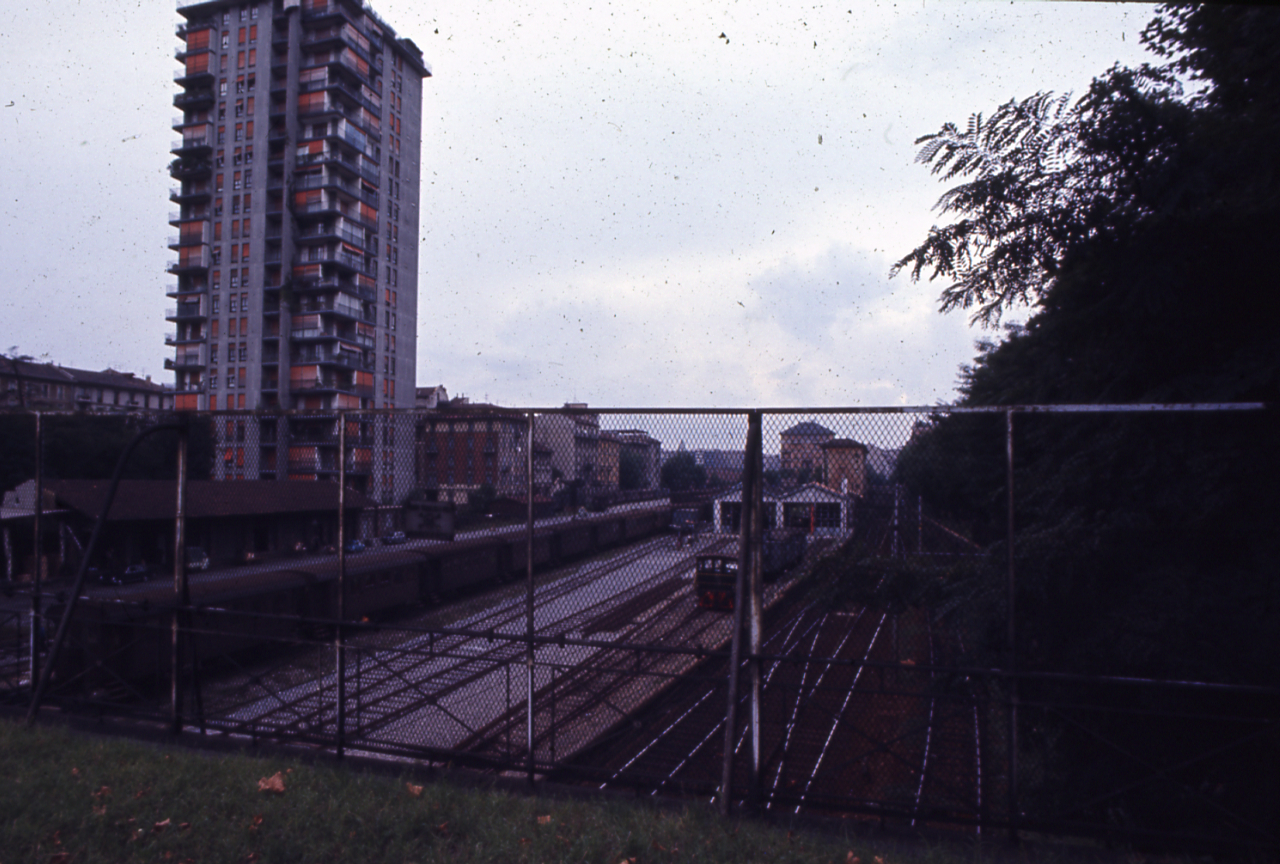
L'edificio visto dalla passerella pedonale della stazione di Cadorna
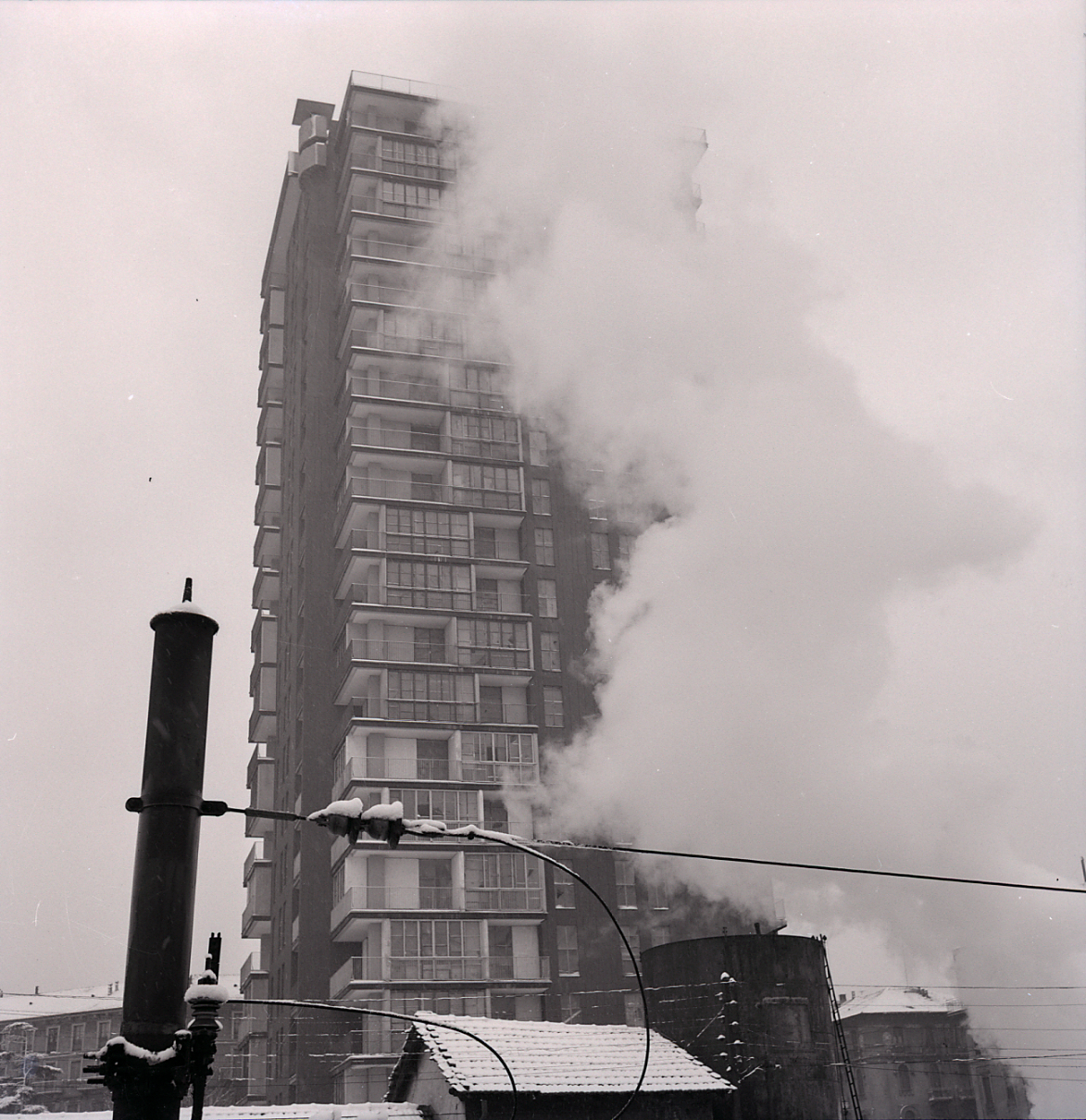
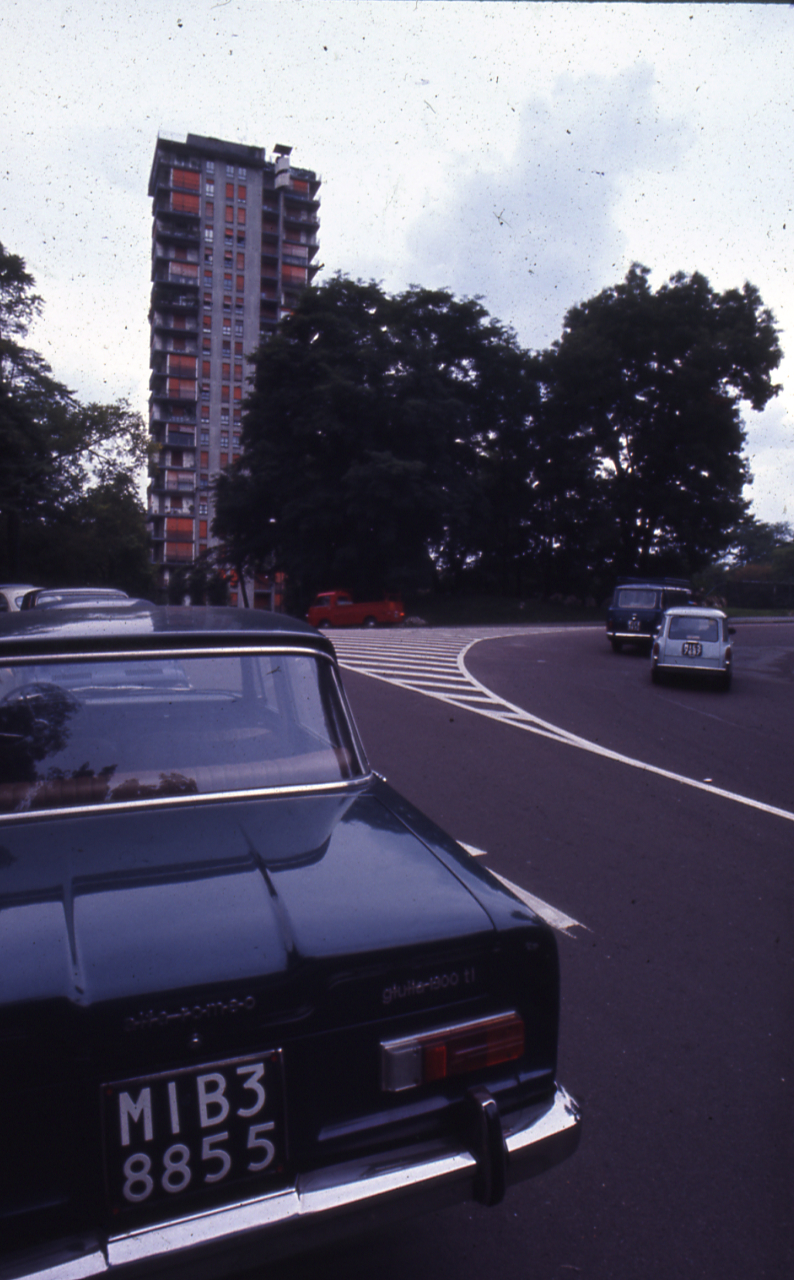

## Trasporti
L'edificio è raggiungibile dalla stazione di Milano Cadorna. È inoltre servita dalle fermate della metropolitana Conciliazione della linea M1 e Cadorna delle linee M1 ed M2. 

## Riconoscimenti
Nel 1963 al progetto venne assegnato il Premio di Architettura per la Lombardia, assegnato dall'Istituto Nazionale di Architettura.